# عبد الرحمن الجمعان
عبد الرحمن سعيد الجمعان مواليد 22 يناير 2001 في ، السعودية، هو لاعب كرة قدم سعودي يلعب لنادي شرورة في الدفاع.

## مسيرة اللاعب
لعب في نادي القلعة ونادي الثقبة ونادي شرورة.